# Лардж (остров)
Лардж (англ. Large Island) — остров в Карибском море. Расположен между островами Гренадины и Карриаку примерно в 50 км от столицы.
Принадлежит архипелагу Малых Антильских островов. Этот остров является территорией с особым статусом автономии в Гренаде.
Необитаемый остров.
Площадь острова 500 м² (0,5 км²)
Рельеф острова — равнинный.